# メテオール (駆逐艦)

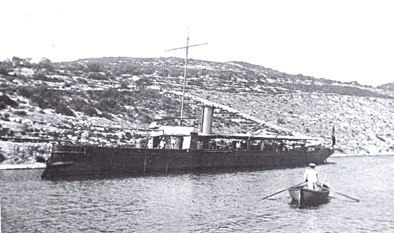
「メテオール」

メテオール (SMS Meteor) は、オーストリア＝ハンガリー帝国海軍の駆逐艦ないし水雷砲艦。
1884年、造船技師Viktor Lollokは排水量331トン、長さ56.8メートル、2軸推進で速力18ノットの水雷艇駆逐艦を海軍に提案するが、却下された。Lollokはドイツ帝国のシーシャウ社の技師と共同で、1軸で速力21ノットという建造案へと修正。1軸推進であることや狭隘な居住区が批判されるも、1886年12月11日にシーシャウ社との間で建造契約が結ばれた。そうして建造されたのが「メテオール」である。
1886年12月に起工。1887年6月15日に進水。同年8月31日に竣工。9月27日、アドリア海沿岸のプーラに到着した。
平甲板で、船首楼や船尾楼はない。長さは58.74メートル、幅は7.4メートルで設計排水量360トン、満載排水量422トンであった。3段膨張蒸気機関1基、汽車缶2基搭載で、出力は2700馬力。1887年8月25日には23.1ノットを発揮したというが、アドリア海での試験では19.7ノットにしか達しなかった。石炭搭載量は200トンで、航続距離は16ノットで1455浬、11ノットで3400浬。3本マストであったが、1904年に2本は撤去された。
兵装は33口径47mm砲9門と魚雷発射管1門。後に、45口径7cm砲1門、33口径33mm砲6門、8mm機銃1挺、35cm魚雷発射管2門。
「メテオール」はダルマチア沿岸の測量に従事するなどし、第一次世界大戦勃発時は巡洋艦艦隊の補助通報艦を務めていた。第一次世界大戦に敗れたオーストリア＝ハンガリー帝国は崩壊して海に面する領土と海軍を失った。戦後の1920年に戦勝国となったイタリアに引き渡され、解体された。